# 1904 en mathématiques
| Années des mathématiques : 1901 - 1902 - 1903 - 1904 - 1905 - 1906 - 1907    |
| Décennies des mathématiques : 1870 - 1880 - 1890 - 1900 - 1910 - 1920 - 1930 |

Cet article présente les faits marquants de l'année 1904 en mathématiques.

## Évènements
- 17 septembre  : le mathématicien américain Oswald Veblen présente à l’American Mathematical Society de Saint-Louis  sa démonstration correcte du théorème de Jordan publié en janvier 1905 sous le titre Theory on plane curves in non-metrical analysis situs[1].
- Dans un article intitulé « Cinquième complément à l'analysis situs »  Henri Poincaré énonce sa conjecture de Poincaré[2] : « Soit une variété compacte V simplement connexe, à 3 dimensions, sans bord. Alors V est homéomorphe à une hypersphère de dimension 3. »
- Le mathématicien suédois Helge von Koch décrit dans un article intitulé « Sur une courbe continue sans tangente, obtenue par une construction géométrique élémentaire » publié dans les Arkiv för Matematik la figure baptisée « flocon de Koch » une des premières courbes fractales[3].
- Dans un article intitulé Beweis, da jede Menge wohlgeordnet werden kann (« Preuve que tout ensemble peut être bien ordonné ») publié dans les Mathematische Annalen, le mathématicien allemand Ernst Zermelo formule pour la première fois l'axiome du choix pour la démonstration de son théorème du bon ordre[4].

## Naissances

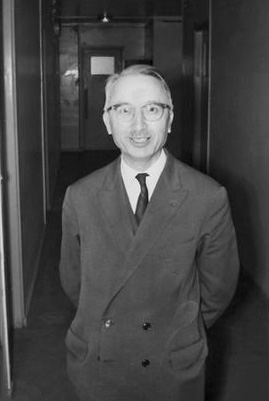
Henri Cartan en 1968.

- 20 janvier : Renato Caccioppoli (mort en 1959), mathématicien italien.
- 1er mars : Paul Dubreil (mort en 1994), mathématicien français.
- 12 mars : Lioudmila Keldych (morte en 1976), mathématicienne russe.
- 11 avril : Philip Hall (mort en 1982), mathématicien britannique.
- 5 mai : Alston Scott Householder (mort en 1993), mathématicien américain.
- 7 mai : Gustav Arnold Hedlund (mort en 1993), mathématicien américain.
- 12 juin : Adolf Lindenbaum (mort en 1941), logicien et mathématicien polonais.
- 29 juin : Witold Hurewicz (mort en 1956), mathématicien polonais.
- 8 juillet : Henri Cartan (mort en 2008), mathématicien français.
- 17 août : Jacob Levitzki (mort en 1956), mathématicien israélien.
- 27 septembre : Sophie Piccard (morte en 1990), mathématicienne russo-suisse.
- 20 octobre : Hans Lewy (mort en 1988), mathématicien américain.
- 24 octobre : Ingebrigt Johansson (mort en 1987), mathématicien norvégien.
- 11 novembre : J. H. C. Whitehead (mort en 1960), mathématicien britannique.
- 30 novembre : František Wolf (mort en 1989), mathématicien tchèque.
- 13 décembre : William McCrea (mort en 1999), astronome et mathématicien britannique.
- 27 décembre : Mojżesz Presburger (mort en 1943), mathématicien, logicien et philosophe polonais.

## Décès
- 22 janvier : George Salmon (né en 1819), mathématicien et théologien irlandais.
- 24 avril : Ladislas Folkierski (né en 1841), ingénieur et mathématicien polonais naturalisé français.
- 19 août : Guillaume de Rocquigny-Adanson (né en 1852), militaire mathématicien et naturaliste français.
- 3 octobre : Gaston Lespiault (né en 1823), mathématicien, physicien, météorologue et astronome français.
- 6 novembre : Esprit Jouffret (né en 1837), ingénieur militaire et mathématicien français.